# ハーマン・カードン
ハーマン・カードン（Harman/Kardon）は、オーディオ機器のブランドである。ハーマン・インターナショナルの一部門で、民生用のホームオーディオ、カーオーディオを生産する。

## 概要
1953年にシドニー・ハーマンとバーナード・カードンによりハイファイオーディオを製造する企業として設立された。ふたりは音楽と芸術に深い関心をもっていた。
ハーマン・カードンの最初の製品はFMチューナーである。設立された一年後には、世界初のハイファイ・レシーバーである Festival D1000 を発表した。このモノラルユニットは、技術に詳しくない消費者に向けて発売されたというだけでなく、チューナー、コントロール・ユニット、アンプを単一のシャーシに組み込んだ、現在でもよく知られる特徴をもっていた。1958年には世界初のステレオ・レシーバーである Festival TA230 を発表し、技術に詳しくない消費者に向けてもう一度、広くハイファイを広めようとした。ステレオ・サウンドは、ひとつのチャンネルをAMバンドから、もうひとつのチャンネルをFMバンドからとることにより達成された。シドニー・ハーマンは後に商務長官となり一時期ハーマン・カードンの経営から遠ざかるが、退任後は経営に復帰した。シドニー・ハーマンには息子と娘がおり、娘が会社を引き継いだ。

## 製品
ハーマン・カードンのカーオーディオはBMW、ランドローバー、ミニ、ボルボ、メルセデス・ベンツ、サーブ・オートモービル、ハーレーダビッドソンおよびスバルなどに供給されている。
東芝のノートパソコンの「dynabook」にも、コンシューマ向けのみ2004年からハーマン・カードンの技術が採用されている。

### サイテーションXX
1970年代の終わりに、ハーマン・カードンのパワーアンプ、サイテーションXX（Citation XX）は、「世界で最も高音質のパワーアンプである」とアメリカ合衆国の雑誌 The Audio Critic の編集者に評されたサイテーションXXは、TIM（トライジェント・インター・モジュレーション）理論を1970年に提唱したマッティ・オタラにより設計された。